# Казахстан на літніх Олімпійських іграх 2004
На літніх Олімпійських іграх 2004 року Казахстан  був представлений делегацією, очолюваною Національним олімпійським комітетом Республіки Казахстан, до якої входили 114 спортсменів, з них 43 — жінки. які виступали в 17 видах спорту. У медальному заліку збірна Казахстану посіла 40 місце.

### Золота медаль
| Вид спорту | Дисципліна                   | Спортсмен      | Результат |
| ---------- | ---------------------------- | -------------- | --------- |
| Золото: 1  |                              |                |           |
| Бокс       | Перша середня вага (— 67 кг) | Бахтіяр Артаєв |           |

### Срібні медалі
| Вид спорту     | Дисципліна                   | Спортсмен         | Результат |
| -------------- | ---------------------------- | ----------------- | --------- |
| Срібло: 4      |                              |                   |           |
| Бокс           | Друга середня вага (— 75 кг) | Геннадій Головкін |           |
| Важка атлетика | До 77 кг                     | Сергій Філімонов  | 372,5 кг  |
| Боротьба       | Греко-римська, до 120 кг     | Георгій Цурцумія  |           |
| Боротьба       | Вільна, до 74 кг             | Геннадій Лалієв   |           |

### Бронзові медалі
| Вид спорту     | Дисципліна              | спортсмен      | Результат |
| -------------- | ----------------------- | -------------- | --------- |
| Бронза: 3      |                         |                |           |
| Легка атлетика | Десятиборство           | Дмитро Карпов  | 8725 очок |
| Бокс           | Легка вага (— 60 кг)    | Серік Єлеуов   |           |
| Боротьба       | Греко-римська, до 66 кг | Мхітар Манукян |           |

## Склад олімпійської команди Казахстану

### Бокс
Спортсменів — 8
- До 69 кг. Бахтіяр Артаєв Підсумок —  золота медаль.
- До 75 кг. Геннадій Головкін Підсумок —  срібна медаль.
- До 60 кг. Серік Єлеуов Підсумок —  бронзова медаль.
- До 51 кг. Міржан Рахімжанов
- До 57 кг. Галіб Жафаров
- До 64 кг. Нуржан Карімжанов
- До 81 кг. Бейбут Шуменов
- Понад 91 кг. Мухтархан Дільдабеков

## Важка атлетика
Спортсменів — 3

| Спортсмен        | Категорія          | Ривок | Ривок | Поштовх | Поштовх | Всього | Місце |
| Спортсмен        | Категорія          | 1     | 2     | 1       | 2       | Всього | Місце |
| ---------------- | ------------------ | ----- | ----- | ------- | ------- | ------ | ----- |
| Сергій Філімонов | Чоловіки, до 77 кг | 172,5 | =1    | 200     | =2      | 372,5  |       |
| Бахит Ахметов    | Чоловіки, до 94 кг | 180   | =4    | 210     | =8      | 390    | 7     |
| Тетяна Хромова   | Жінки, до 75 кг    | 117,5 | =5    | 135     | =8      | 252,5  | 6     |